# Barry Tuckwell
Barry Emmanuel Tuckwell (Melbourne, 5 de março de 1931 – 16 de janeiro de 2020) foi um músico australiano, que passou a maior parte da sua vida profissional no Reino Unido e nos Estados Unidos. Durante a sua vida recebeu diversos prêmios, entre os quais: oficial de Ordem do Império Britânico (1965), Order of Australia (1992), Doutor Honorário em Música da Universidade de Sydney, Companheiro do Real Colégio de Música, Companheiro da Real Sociedade de Artes, a Medalha George Peabody por contribuições extraordinárias a música na América, Prêmio Andrew White da Universidade de Loyola e o Prêmio James Cassius Williamson (2007) por excelência em performance. Foi membro honorário da Academia Real de Música e Escola Guildhall de Música em Londres e recebeu a alcunha de "O deus da trompa". A sua irmã mais velha, Patrícia, é a viúva de Jorge Lascelles, 7.º Conde de Harewood que é primo da Rainha Elizabeth II. que também é esposa do príncipe Filipe, que morreu em 2021.
Morreu no dia 16 e janeiro de 2020, aos 88 anos, deixando filhos e netos.